# Агенс
А́генс (от лат. agens — действующий) — семантическая категория, одна из главных семантических ролей в языке. В высказывании агенсом является активный участник ситуации, производящий действие или осуществляющий контроль над ситуацией. Противопоставляется пациенсу как объекту действия. В предложении «Мяч был брошен игроком» агенс — игрок. Синтаксически в русском языке для обозначения агенса чаще всего используется либо именительный, либо творительный падеж.

## Агенс в номинативных и эргативных языках
В русском языке, как и других языках номинативного строя, агенс как правило совпадает с подлежащим. Однако в языках с иным грамматическим строем может быть иначе. Так, если по-русски во фразе «Вася ловит рыбу» Вася — агенс и подлежащее, то в языке эргативного строя, например баскском, фраза будет иметь вид: «Рыба ловится Васей», — где подлежащим (то есть словом в именительном падеже) выступает объект действия (пациенс) — рыба. Агенс в таких языках передается с помощью особого эргативного падежа, или эргатива. В русском языке также существуют случаи, близкие к этой конструкции, например: «На проспекте строится дом», — агенс здесь не является подлежащим.

## Определение агенса в предложении
Для определения агенса в предложении возможны два пути:
1. По смыслу. Применяется в каждодневной живой речи.
2. Формально. Для каждого языка мира существуют свои методики. Они применяются при изучении этого языка иностранцами или для компьютерного анализа. Методики эти достаточно разнообразны и потому оговариваются в статьях о конкретных языках мира.